# UTC+12:45

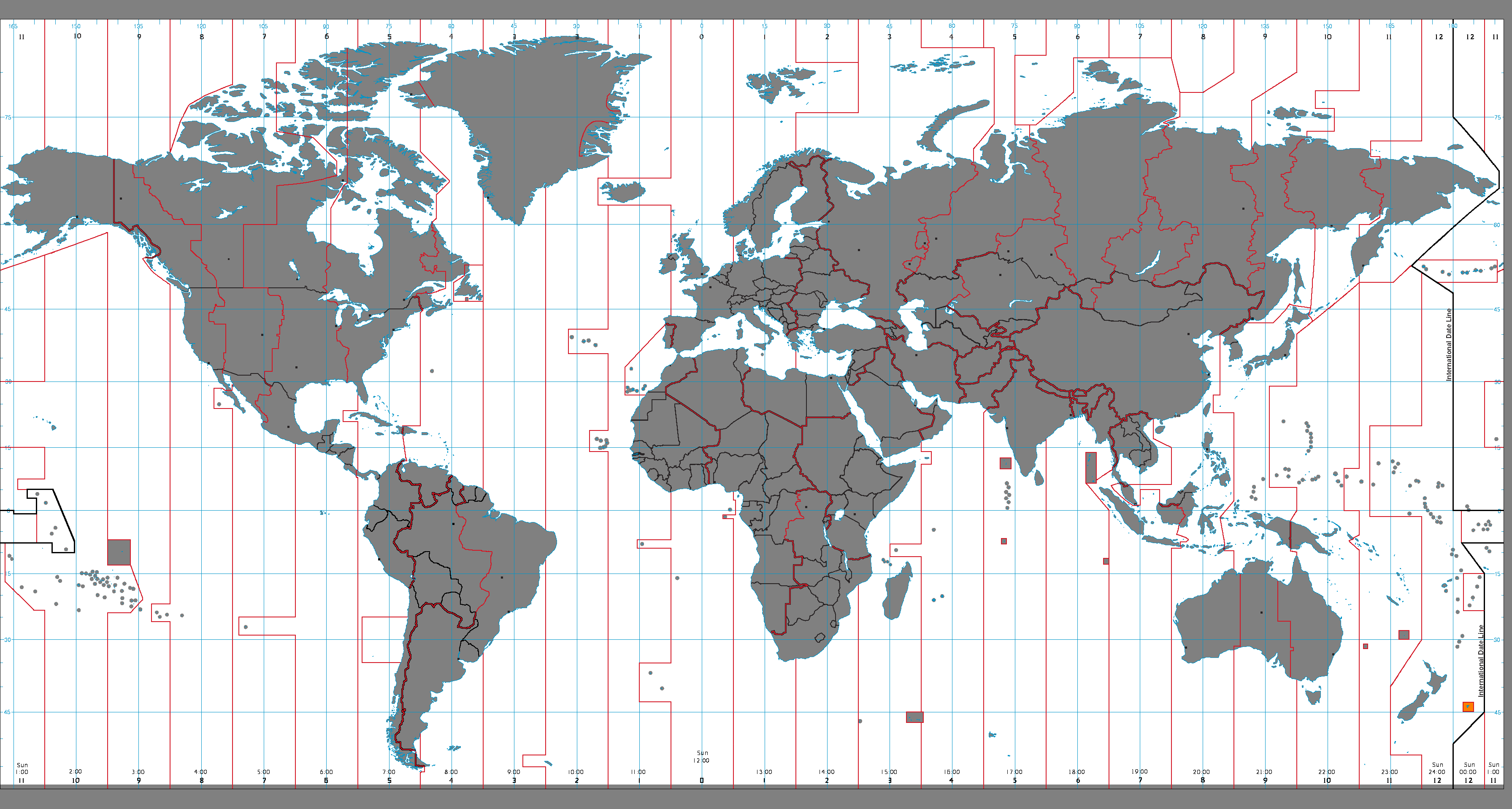
UTC+12:45: xanh lam (tháng 12), cam (tháng 6), vàng (quanh năm), lam nhạt (khu vực biển)

Giờ UTC+12:45 tương ứng Giờ chuẩn Quần đảo Chatham (xem giờ tại New Zealand)